# Живицкий, Дмитрий Алексеевич
Дмитрий Алексеевич Живицкий (укр. Дмитро Олексійович Живицький; род: 17 сентября 1982, Сумы, Украинская ССР, СССР) — украинский политический и государственный деятель. Председатель Сумской областной государственной администрации с 25 июня 2021 по 24 января 2023 года.

## Биография
Родился 17 сентября 1982 года в украинском городе Сумы. В 2004 году окончил инженерный факультет Сумского госуниверситета. Имеет диплом по специальности «Оборудование химических производств и предприятий строительных материалов».
В 2019 году получил второе образование в сфере госуправления, окончив Национальную академию государственного управления при Президенте Украины.
В 2016—2019 годах был руководителем аппарата и заместителем председателя Сумской ОГА.
С 2019 по 2020 год — первый заместитель министра развития общин и территорий, с 2020 по 2021 год — заместитель министра инфраструктуры.
25 июня 2021 года президент Украины Владимир Зеленский назначил Живицкого председателем Сумской областной государственной администрации.
24 января 2023 года Зеленский уволил Живицкого с должности главы Сумской ОГА по собственному желанию.

## Личная жизнь
У Дмитрия есть жена Дарья, занимающаяся предпринимательской деятельностью. Супруги воспитывают двух дочерей: Соломию и Мирославу.

## Награды
- Почётная грамота Кабинета Министров Украины;
- Почётная грамота Национального совета Украины по телевидению и радиовещанию;
- Почётная грамота главы Сумской областной государственной администрации[7];
- Орден Богдана Хмельницкого III степени (6 марта 2022 года) — за весомый личный вклад в защиту государственного суверенитета и территориальной целостности Украины( сбежал из Сум во время нападения РФ на Украину), мужество и самоотверженные действия, проявленные при организации обороны населенных пунктов от российских захватчиков[8].